# Diritto reale di uso
Il diritto reale di uso è un diritto reale minore di godimento su cosa altrui, disciplinato, insieme al diritto reale di abitazione dagli articoli 1021 e seguenti del Codice Civile.
Differisce dall'usufrutto per elementi qualitativi e quantitativi:
- per la limitata misura della facoltà di godimento che attribuisce sulla cosa: l'usuario può servirsene, e fare propri i frutti, limitatamente ai bisogni suoi e della sua famiglia, mentre al proprietario spettano i frutti che eccedono questa misura (art. 1021);
- per le specifiche modalità del godimento consentito all'usuario, il quale può godere della cosa solo in modo diretto (non può cederla o darla in locazione, art. 1024) e fa propri solo i frutti naturali, ma non anche quelli civili.